# 波洛 (密蘇里州)
波洛（英語：Polo）是位於美國密蘇里州考德威爾縣的城市。

## 人口
根據2020年美國人口普查的數據，波洛的面積為1.61平方千米，當中陸地面積為1.59平方千米，而水域面積為0.01平方千米。當地共有人口509人，而人口密度為每平方千米316人。